# Brøderup
Brøderup is een plaats in de Deense regio Seeland, gemeente Næstved, en telt 652 inwoners (2008).